# 모하메드 누르
모하메드 모하메드 누르 아담 알하우사위(아랍어: محمد محمد نور آدم الهوساوي, Mohammed Mohammed Noor Adam Al-Hawsawi, 1978년 2월 26일 ~ )는 사우디아라비아의 전 축구 선수이다.

## 축구인 경력

### 선수 경력
1996년부터 알이티하드에서 활약하며 2009년까지 6번의 리그 우승을 이끌었고 2004년과 2005년엔 팀의 AFC 챔피언스리그 우승에도 기여하였다.
2009년, 사우디아라비아 프리미어리그 시즌 MVP로 선정되었다.

### 국가대표 경력
1999년 FIFA 컨페더레이션스컵에서 브라질과의 경기에서 사우디아라비아 소속으로 A매치에 데뷔하였다. 이후 2002년 FIFA 월드컵, 2006년 FIFA 월드컵 등에 출전하여 핵심 선수로 활약하였다.